# David Fall (Wasserspringer)
David „Dave“ Athelstane Fall (* 4. Dezember 1902 in Fairland, Oklahoma; † 9. November 1964 in San Bernardino, Kalifornien) war ein Turmspringer aus den Vereinigten Staaten.
Fall besuchte die Oregon State University und anschließend die Stanford University, wo er 1924 graduierte. Bei den Olympischen Spielen 1924 gewannen die drei Vertreter der Vereinigten Staaten alle drei Medaillen. Albert White hatte nach acht Sprüngen einen Vorsprung von 0,8 Punkten vor David Fall, mit 13,5 Punkten Rückstand auf Fall erhielt Clarence Pinkston die Bronzemedaille.
Fall war als Anwalt tätig, wobei er sich auf Seerecht spezialisiert hatte. Kurz vor seinem Tod wurde er zum Bezirksrichter ernannt.